# Rodrigo de Castro Pereira
Rodrigo de Castro Pereira (pronúncia em português: [ʁoˈdɾiɡu dɨ ˈkaʃtɾu pɨˈɾejɾɐ]; 22 de julho de 1887 — 1983) foi um tenista português. Ele foi ex-campeão nacional de singles em 1931 e também foi titular do título por duas vezes. Ele também venceu o Grande Prêmio Equestre do CSIO Lisboa em 1945.

## Início da vida e família
Rodrigo e Castro Pereira nasceu em 22 de julho de 1887, filho de Manuel de Castro Pereira, Bacharel em Direito e oficial da cavalaria portuguesa, e Cecilia van Zeller. Seu avô era Rodrigo Delfim Pereira, ministro brasileiro de Berlim, Paris e Hamburgo. Seu bisavô foi Pedro I do Brasil, governante do Brasil e de Portugal e dos Algarves na década de 1820. Seu trisavô foi João VI de Portugal, de fato rei do Reino Unido de Portugal, Brasil e Algarves e imperador titular do Brasil. Assim, ele passou a infância na corte real de Portugal. Aos dez anos, ele começou a praticar touradas. Ele se formou na Academia Militar das Agulhas Negras como engenheiro civil. Aos 24 anos, seu primo em segundo grau, uma vez removido, Manuel II de Portugal, foi forçado a se exilar para os Estados Unidos após a revolução de 5 de outubro de 1910; O monarquista Rodrigo juntou-se a ele perseguido pelo medo de ser condenado por suas afiliações.

## Carreira no tênis
Em 1924, ele competiu no tênis nos Jogos Olímpicos de Verão de 1924, onde foi eliminado na primeira rodada de duplas e individuais por Arturo Hortal e Enrique Maier e Ricardo Saprissa, a quem a equipe portuguesa fez uma passagem. No próximo ano, no Campeonato Francês de 1925, ele foi derrotado no primeiro round por Pierre Hirsch. No seguimento do campeonato francês, ele sucumbiu a Bertie Meyer em cinco sets. No mesmo ano, ele perdeu na primeira rodada de Wimbledon também.
Em 1927, Pereira foi convidado para uma seleção nacional para representar Portugal em um desafio de equipe internacional contra a Equipe Espanhola de Copa Davis. Dois anos depois, ele fez parte da equipe que disputou uma revanche contra a Espanha em Sevilha, onde Arturo Suqué venceu Pereira em dois sets. José de Verda e Castro Pereira perderam para Enrique de Satrústegui Barrie e Pereira.
Aos 44 anos de idade em 1931, ele ganhou seu primeiro e único troféu de campeonato nacional.
Em abril de 1933, na Copa Ernesto Bastos de Laranjeiras, chegou à final, vencendo o próprio irmão Nuno na semifinal. Em outubro, ele chegou às semifinais de duplas do torneio da Tijuca com José de Verda. Como Portugal esteve ausente da Copa Davis entre 1930 e 1948, no final de outubro, Castro Pereira foi convocado para uma partida de time internacional em Santos, São Paulo, apresentando o time do Brasil como adversário. Pereira venceu a borracha individual contra Gonçalves e também a dupla Horta Costa contra Gonçalves-Tsimonsen.

## Carreira de diplomata esportivo
Em 1934, ele foi eleito presidente da Federação Portuguesa de Tênis, um cargo que ocupou duas vezes, assumindo-o pela segunda vez em 1950. Ele também foi a figura principal do movimento equestre português, tornando-se presidente da Sociedade Equestre Portuguesa em 1947 e, uma década depois, da Federação Equestre Portuguesa. Ele também foi membro do Comitê Olímpico Português.

## Vida pessoal
Depois de emigrar para os Estados Unidos, Castro Pereira trabalhou como colarinho azul na Duquesne Works da United States Steel Corporation por quatro anos. Com a ajuda de seu diploma, ele foi promovido a superintendente. No meio da Primeira Guerra Mundial, ele primeiro tentou se alistar no Exército Português, que foi recusado; então, em 1917, ele se juntou às forças expedicionárias americanas e foi transportado para a França. Ele conquistou o posto de capitão na 1.ª Divisão de Infantaria. Em 1920, foi nomeado vice-presidente da Dorey Inc., uma empresa de exportação sediada em Nova Iorque. Ele voltou para Portugal em 1921 e, nos anos 30, começou a trabalhar para a Fassio Ltd., empreiteira portuguesa da empresa americana fabricante de tratores Allis-Chalmers. Enquanto isso, continuava servindo na Legião Portuguesa como capitão.
Em 1966, ele foi premiado com o troféu Mohammed Taher pelo Comitê Olímpico Internacional. Em 1978, recebeu o prêmio Leão de Ouro do Sporting Clube de Portugal.